# Вышневолоцкий уезд
Вышневоло́цкий уе́зд — административно-территориальная единица Тверской губернии в составе Российской империи и РСФСР. Уездный город — Вышний Волочек.

## География
Уезд был расположен на севере Тверской губернии. На северо-западе граничил с Новгородской губернией. По площади уезд занимал первое место в губернии и имел территорию в 8148,9 кв. вёрст. Поверхность холмистая; отроги Валдайских гор перерезают уезд на всем его протяжении и служат водоразделом бассейнов Волжского и Балтийского. Болот в уезде до 23 тыс. дес.; из них самые обширные расположены вдоль линии Николаевской жел. дор. (между ст. Спирово и Волочком). Эти болота торфяные. Торф высокого качества и в 1 саж. толщиною, но вследствие дешевизны древесного топлива мало разрабатывался. Озёр в уезде 202; они занимают площадь в 21 т. дес. Рек в уезде много; они имеют важное экономическое значение как водные пути и служат для сплава леса; по берегам многих из них имеются хорошие поймы. Половина уезда в почвенном отношении находится в условиях, не выгодных для земледелия, 1/7 в сносных и более 1/3 в хороших. Кроме торфа, в уезде много известняка, белого песка (сбываемого на стекольные заводы), гончарной глины.

### Современное положение
В настоящее время[когда?] территория уезда (в границах на 1917 год) входит в состав Вышневолоцкого, Фировского, Кувшиновского, Спировского, Удомельского, Лесного, Максатихинского и Лихославльского районов Тверской области.

## История

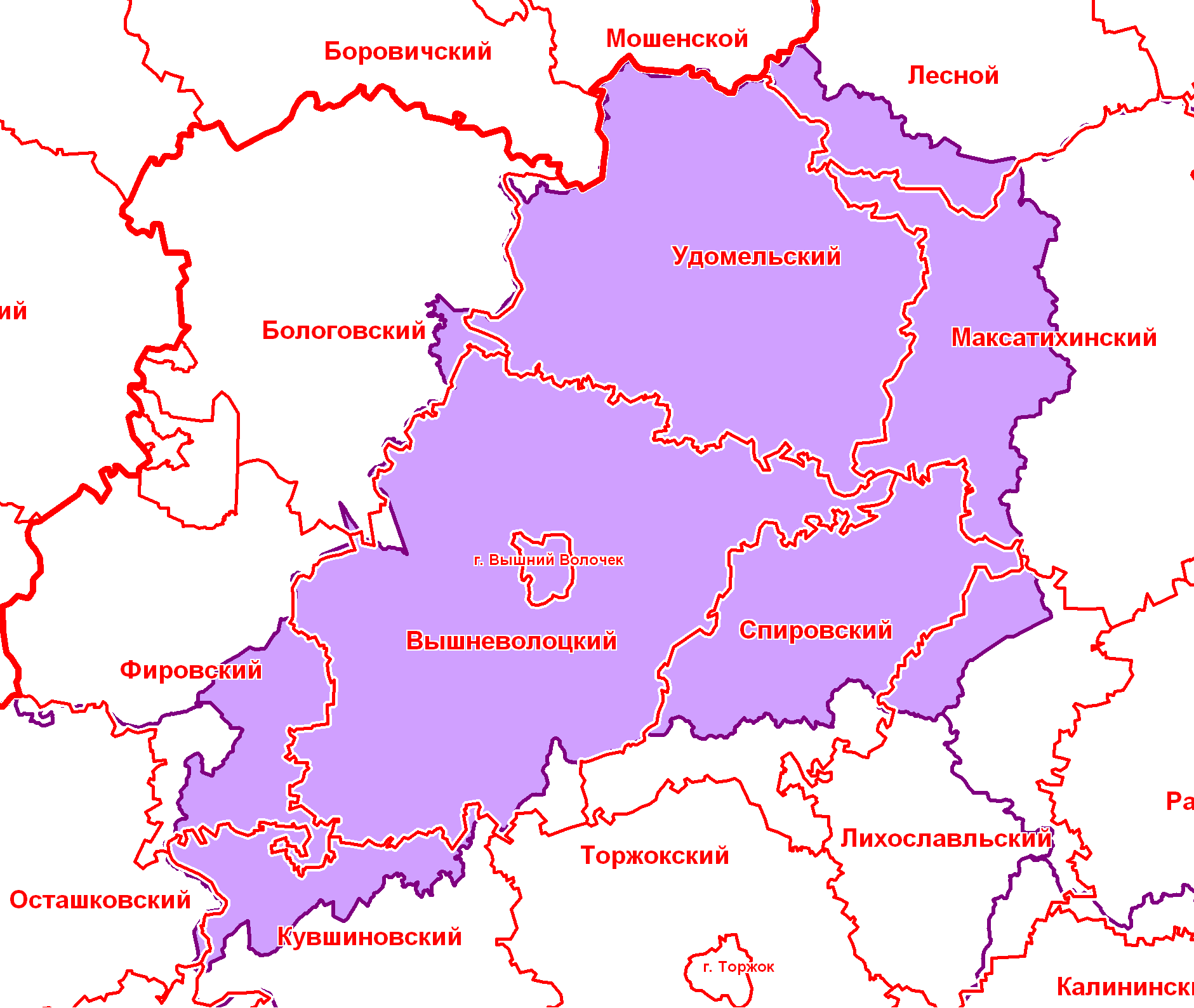
Вышневолоцкий уезд в современной сетке районов

Уезд был образован в 1772 году в составе Новгородской губернии, с 1775 года в Тверском наместничестве (с 1796 — губернии). В 1929 году Вышневолоцкий уезд упразднён, его территория вошла в состав Тверского округа Московской области.

## Население
В конце XIX века населённых пунктов в уезде было 1574, в том числе 1 город, 11 посёлков при станциях железной дороги, 5 монастырей (2 мужских, 1 женский, с 2 женскими общинами), 54 села, 14 погостов, 1053 деревни и выселка и 436 прочих посёлков. Самые крупные посёлки (исключая город Вышний Волочек): станция Спирово (1500 жит.) и село Коломно (1209 жит.). Жителей в уезде в 1863 году — 140,9 тыс. чел. (без Вышнего Волочка), в 1886 году — 172 791 чел., в 1897 — 179 141 чел., в 1913 — 235,8 тыс. чел., в 1926 — 251 567 чел. Русских — 124 857 чел. (83,4 %), карел — 31 660 чел. (15,5 %), прочих национальностей — 393 чел., в том числе 244 эстонца, начавших селиться в западной части уезда в 1884 г. 98,7 % населения православные. Крестьян в уезде — 151 852 чел.

## Населённые пункты
Крупнейшие населённые пункты по переписи 1897 года (чел.):
- г. Вышний Волочек — 16612;
- фаб.пос. Заварово — 1753;
- д. Долгие — 1673;
- с. Коломно — 833;
- с. Никулино — 744;
- д. Удомельский Ряд — 711;
- д. Плоская — 698;
- хр.-ст.завод Ключинский — 687;
- с. Ясеновичи — 669;
- д. Пятницкое — 613.

## Экономика
В начале XVIII века одним из главных занятий населения было обслуживание Вышневолоцкой системы, а также постройка судов, торговля лесом, гончарный (Федоровская волость), кадущечный (Ясеновичская волость) и др. промыслы. После постройки Николаевской ж.д., судоходство по Вышневолоцкой системе резко сократилось, в уезде распространилось отходничество, началось строительство промышленных предприятий. Со станций Николаевской и Рыбинско-Бологовской железных дорог производился отпуск леса и овса в Санкт-Петербург. Рыбоводство на многочисленных озёрах (оз. Мстино — снеток). Среди карел Заборовской волости промышленное садоводство (яблоки и вишни). Лесопильные, стекольные заводы.

## Административное деление
В 1890 году в состав уезда входило 25 волостей:
| № п/п | Волость            | Волостное правление        | Число селений | Население |
| ----- | ------------------ | -------------------------- | ------------- | --------- |
| 1     | Борзынская         | с. Борзыни                 | 29            | 5570      |
| 2     | Домославская       | д. Домославль              | 34            | 4974      |
| 3     | Доркская           | д. Дорки                   | 23            | 8490      |
| 4     | Заборовская        | д. Плотична                | 51            | 7295      |
| 5     | Казикинская        | д. Казикино                | 30            | 7715      |
| 6     | Козловская         | д. Козлово                 | 39            | 8010      |
| 7     | Кузнецовская       | с. Яконово                 | 30            | 5060      |
| 8     | Кузьминская        | д. Старый-Ряд              | 66            | 6455      |
| 9     | Лугининская        | д. Лугинино                | 43            | 7600      |
| 10    | Макаровская        | д. Макарово                | 42            | 5450      |
| 11    | Михайловская       | д. Копачёво                | 59            | 7060      |
| 12    | Никулинская        | д. Никулино                | 37            | 7600      |
| 13    | Овсищинская        | с. Овсищи                  | 45            | 5095      |
| 14    | Осеченская         | пог. Осечно                | 60            | 7240      |
| 15    | Парьевская         | д. Дворищи                 | 42            | 6060      |
| 16    | Песчанинская       | д. Городок                 | 35            | 3990      |
| 17    | Поддубская         | с. Еваново                 | 28            | 3640      |
| 18    | Подольская         | д. Подол                   | 53            | 7750      |
| 19    | Раевская           | с. Раевское                | 43            | 7320      |
| 20    | Старо-Посонская    | с. Старое                  | 19            | 3850      |
| 21    | Столоповская       | д. Подмонастырская Слобода | 30            | 5080      |
| 22    | Удомельско-Рядская | д. Ряд                     | 49            | 6490      |
| 23    | Холохоленская      | д. Холохоленка             | 38            | 4590      |
| 24    | Ясеновская         | с. Спас-Ясеновичи          | 21            | 5430      |
| 25    | Ящинская           | с. Ящино                   | 51            | 7590      |

В полицейском отношении уезд был разделён на четыре стана:
- 1-й стан, становая квартира Новый Бережек.
- 2-й стан, становая квартира г. Вышний Волочек.
- 3-й стан, становая квартира им. Еремково.
- 4-й стан, становая квартира с. Спирово.

К концу 1918 года число волостей возросло до 31 за счёт Берёзовской, Марьинской, Олехновской, Павловской, Петровской и Спировской, образованных в результате разукрупнения существовавших.
Постановлением Тверского губисполкома от 30 мая 1922 года произошло изменение границ волостей (с их укрупнением):
— Песчаницкая волость была включена в состав Спировской,
— Домославская и семь селений Ящинской волости — в состав Холохоленской,
— Борзынская волость — в состав Ясеновской,
— Михайловская волость — в состав Удомельско-Рядской,
— Павловская волость — в состав Перьевской, одно селение которой было включено в состав Кузьминской волости,
— шесть селений Столоповской волости — в состав Макаровской, остальные — в состав Раевской,
— Петровская волость, а также 15 селений Раевской и три селения Поддубской — в состав Лугининской,
— Березовская, Козловская, Марьинская волости и семь селений Песчанинской — в состав Никулинской,
— Овсищенская и Олехновская волости — в состав Осеченской.
В состав Спировской волости были включены девять селений Обудовской волости Новоторжского уезда.
В состав Вышневолоцкого уезда были включены Лопатинская и Михайловская волости Весьегонского уезда Рыбинской губернии, а также селения Федориха и Агрызсково Раменской волости Новоторжского уезда.
В июле 1922 года Лопатинская волость была присоединена к Михайловской.
В 1923 году в составе уезда было 19 волостей: Дорская, Заборовская, Казикинская, Кузнецовская, Кузьминская, Лугунинская, Макаровская, Михайловская, Никулинская, Осеченская, Парьевская, Поддубская, Раевская, Спировская, Старопасонская, Удомельско-Рядская, Холохоленская, Ясеновская, Ящинская.
Постановлением Президиума ВЦИК от 20 марта 1924 года и президиума Тверского губисполкома от 28 марта 1924 года были ликвидированы: Дорская, Заборовская, Лугининская, Макаровская, Никулинская, Осеченская, Поддубская, Раевская, Старопасонская, Холохоленская, Ящинская волости. Укрупнены: Кузнецовская, Парьевская, Удомельско-Рядская и Ясеновская, восстановлены в новых границах: Козловская и Овсищенская волости, а также созданы две новые — Брусовская и Вышневолоцкая.
В состав Кузнецовской волости была включена Ивановская волость Осташковского уезда. Одновременно ряд селений из состава Макаровской, Михайловской и Раевской волостей передан в Заручьевскую волость Бежецкого уезда.
В 1925 году с. Ключинский Завод Дорской волости и с. Кузнецово Кузнецовской волости отнесены к разряду рабочих посёлков.
В 1927 году изменены центры Кузнецовской, Михайловской, Парьевской волостей и осуществлён перевод ряда населённых пунктов из одних волостей в другие: в Михайловскую волость включены Лопатинский и пестовский сельсоветы Лукинской волости.
В 1929 году в составе уезда было 12 волостей: Брусовская, Вышневолоцкая, Казикинская, Козловская, Кузнецовская, Кузьминская, Михайловская, Парьевская, Спировская, Овсищенская, Удомельско-Рядская, Ясеновская.

## Известные уроженцы
- Алексей Андреевич Аракчеев (1769—1834) — русский государственный и военный деятель.
- Александр Агеевич Абаза (1821—1895) — министр финансов Российской империи.
- Павел Иванович Бушуев (1890—1939) — советский партийный и государственный деятель.
- Кириллов, Василий Иванович (род. в селе Володеево Вышневолоцкий уезд Тверской губернии 2.8.1902 — 06.08.1965) кавалер ордена Славы трёх степеней
- Колокольцов, Александр Александрович (1833—1904) — генерал по адмиралтейству, мореплаватель, исследователь, директор Обуховского завода
- Виталий Витальевич Лонгинов (1886—1937) — российский химик.
- Петров Александр Павлович — (17 сентября 1923, с. Топальское, Тверская губерния[6] — 12 октября 1943, с. Лютеж, Вышгородский район, Киевская область) — командир взвода лейтенант, Герой Советского Союза (посмертно).